# 森村道美
森村 道美 (もりむら みちよし、1935年（昭和10年） - )は、日本の都市計画家。都市研究者。
東京大学、長岡技術科学大学教授を歴任。ケーススタディを駆使した都市計画の策定や研究で知られる。
群馬県出身。

## 略歴
前橋高等学校から、東京大学工学部建築学科卒業後、大学に残って都市の研究を続ける。1987年（昭和62年）度日本都市計画学会学会賞受賞。1987年（昭和62年）-1994年（平成6年）、東京大学工学部都市工学科教授。1995年（平成7年）、東京大学大学院工学系研究科教授。1996年（平成8年）-1997年（平成9年）、長岡技術科学大学環境・建設系教授 。1999年（平成11年）-2001年（平成13年）、長岡技術科学大学工学部教授。

## 著作
- 都市計画の新しい流れとしての「地区別計画」と「住宅マスタープラン」に関する研究 『都市問題』1998.6
- マスタープランと地区環境整備 : 都市像の考え方とまちづくりの進め方 学芸出版社 1998.2
- 東京都心6区における住宅・住環境の現状把握とその動向を踏まえた将来市街地像の考察 『都市問題』1998.6
- 東京都区部に描かれた市街地像とその達成のための地域地区等の適用に関する考察 共著, 第一住宅建設協会,地域社会研究所編 第一住宅建設協会 1996.5
- 東京区部における準工・工業地域に立地する民間分譲マンションの機能に関する研究 共著, 新住宅普及会住宅建築研究所 1987.1
- コミュニティの計画技法 彰国社 1978.5
- アーバンパターン : 都市の計画と設計 A.B. ガリオン, S. アイスナー著 ; 共訳 日本評論社 1975.1
- 東三河広域基本図集 高山英華監修 ; 東三河産業開発連合制作
- 東京区部既成市街地の地域構造変化と居住環境整備の方向 共著, 『都市計画』125(1983)
- 特集コミュニティ・デザイン, 建築文化5,vol.31,no.355 共著
- 新建築学大系16 都市計画 共著, 彰国社